# Ботвінов Олексій Іванович
Олексі́й Іва́нович Ботвінов (нар. 8 вересня 1964) — український піаніст, Народний артист України, Кавалер Ордену Зірки Італії, Член Президентської ради Всесвітнього клубу одеситів, засновник Міжнародного музичного фестивалю «Odessa Classics» та Всеукраїнського конкурсу молодих піаністів імені Серафими Могилевської. Вважається одним з найкращих у світі виконавців музики Рахманінова. Виконав на сцені 300 разів Гольдберг-варіації Й. С. Баха. Має широкий репертуар, до якого входять понад 30 концертів для фортепіано з оркестром. Перший український музикант за роки незалежності України, що записав диск на відомому світовому лейблі Deutsche Grammophon. З успіхом гастролював у понад 40 країнах.

## Біографія
Олексій Ботвінов народився 8 вересня 1964 в Одесі у сім'ї музикантів. Його батько, Ботвінов Іван Дмитрович (1917–1980), був композитором та музикознавцем; обіймав посаду завідувача кафедрою теорії музики та проректора Одеської консерваторії. Мати, Бєляєва Віра Олександрівна (1943) — піаністка, концертмейстер (Одеської консерваторії). Після розлучення батьків та укладення матір'ю другого шлюбу, з дев'яти років виховувався вітчимом, Анатолієм Івановичем Дудою (1946-2020) — Народний артист України, співак (тенор), педагог з вокалу — який зіграв значну роль у становленні Олексія, як музиканта та особистості.
Музичну освіту почав отримувати в м. Одесі, у професора Могилевської С. Л. З 1981 до 1985 навчався в Одеській консерваторії у професора Кардашева А. О., закінчив з відзнакою.
У 1983, у віці 19 років, став наймолодшим учасником та лауреатом 1 Всесоюзного конкурсу імені Рахманінова (Москва), після чого став солістом Одеської філармонії та викладачем консерваторії.
У 1987–1989 проходив стажування у Московській консерваторії у професора Горностаєвої В. В.
З 1994 проживав за кордоном, залишаючись громадянином України.
Мешкає в м. Одесі, поєднуючи виступи в ролі соліста Одеської обласної філармонії та гастролі світом.

## Діяльність
У 1994–1996 роках мешкав у м. Дюссельдорфі, де прем'єрою балету за «Дитячими сценами» Шумана розпочалось його плідне співробітництво з відомим швейцарським хореографом Гайнцем Шперлі.
З 1996 року поєднує активну гастрольну діяльність з позицією запрошеного соліста-піаніста Цюрихського Балету. Піаніст з незмінним успіхом виконував у балетних виставах Шперлі музику Моцарта, Шопена,
Брамса, Прокоф'єва, Стравінського, Скрябіна, Шнітке та інших.
З 1995 року виконує «Гольдберг-варіації» Й. С. Баха, що стали «візитною карткою» компанії Шперлі та потягли за собою виступи практично в усіх країнах Європи, у Канаді, Японії, Ізраїлі та Південній Африці. З 2001 року «Гольдберг-варіації» — у постійному репертуарі балету Берлінської Дойче Опер (прем'єрне виконання твору О. Ботвіновим у червні 2001 стало сенсацією, що відобразилось у високій оцінці його німецькою пресою («Феєрверк за роялем» (Берлінер Кур'єр), «Ботвінов — це щасливий випадок для Дойче Опер» (Тагесшпігель) тощо).
У 1996 році, в Швейцарії, вийшов CD «Гольдберг-варіацій», який негайно попав на друге місце у хіт-параді класичної музики («Суперзапис!», Ле ФіҐаро, Париж). Наступні записи піаніста газета «Нойе Цюрихер Цайтунг» оцінила: Шопена — як «неймовірно прекрасні», Брамса — «дивуючі своєю нетрадиційністю, але переконливі у кожній деталі». Також у Швейцарії вийшли диски з виконанням творів Рахманінова та концертів Баха і Моцарта («живий запис» з Празької філармонії).
Олексій Ботвінов виступав на численних музичних фестивалях, серед яких Фестиваль Шопена у Польщі та Фестшпіль у Цюриху.
У 2002 році був членом журі міжнародного конкурсу піаністів імені Артура Рубінштейна у Польщі.
У серпні 2003 року був «Артистом ин Резиденс» 15 Міжнародного фестивалю в Муртені (Швейцарія), де зіграв шість концертів соло та з оркестрами.
У жовтні 2008 року ініціював та реалізував новий проект — мультимедійний концерт «Візуальна реальність музики» — поєднання класичної музики та відеоінсталяції, — разом з віджей-гуртом «Videomatics»). Європейська прем'єра відбулася з великим успіхом в Одеській філармонії, було виконано твори Й. С. Баха, С. Рахманінова, О. Скрябіна, А. Караманова та Я. Фрейдліна. Поряд з творчими завданнями, проект має також велике освітнє значення: синтез музики та зображення допомагає залучитися до класичної музики всім тим, хто звик ддо динаміки візуальних форм на екранах телевізорів та комп'ютерів.
У 2009 році проєкт було з величезним успіхом показано у Міжнародному Будинку Музики в Москві, а на відкритому (опен-эйр) концерті на Софіївській площі у Києві було присутньо близько 5000 глядачів.
У листопаді 2008 року, у Санкт-Петербурзі, Олексій Ботвінов, разом з мистецтвознавцем, педагогом, скрипалем та експертом з мистецтва Нобелівського концерту Михайлом Казініком, на телевізійному об'єднанні Мастерская Игоря Шадхана, продовжив роботу над найбільшим у російській історії публіцистичним телепроєктом Свободный полёт. 56 фільмів цього циклу транслювались на каналах ТВ Центр та TVCI. Фільми охоплюють сотні музичних творів, написаних композиторами останніх трьох століть. У листопаді 2008 року, на російській радіостанції Орфей, почався цикл спільних з М. Казиником програм е'Ad Libitum, или В свободном полёте, в яких автори у режимі нон-стоп щотижнево протягом півгодини у вільному діалогові аналізували музику всіх епох та стилів.
З серпня 2009 по травень 2010 року, Олексій Ботвінов, на громадських засадах, виконував обов'язки художнього керівника Одеського Національного Театру Опери та Балету. За цей час у театрі відбулися дві прем'єри, що стали помітними подіями у культурному житті країни: балет «Нуриєв forever» та опера «Турандот».
Новий революційний для світу класики проект «Гольдберг. Перезавантаження» є поєднанням на перший погляд непоєднуваних культурних сфер — вершини європейської музики «Гольдберг Варіацій» Й. С. Баха з орієнтальними ритмами знаменитого турецького перкусіоніста Бурхана Очала, заснованими на стародавніх суфійських традиціях. Європейська прем'єра «Перезавантаження» пройшла з великим успіхом у Великому (Светлановском) Залі Московського Будинку Музики 19 вересня 2011 р., потім були виступи в Парижі, Цюріху, Базелі, джазовому фестивалі в Монтре, на відкритті Стамбульського кінофестивалю, у Національній філармонії України (м. Київ), в Одеській обласній філармонії, в Аккерманскій фортеці.
Створений в 2011 році театрально-музичний проект «Письмовник. Елегія» (за романом «Письмовник» Михайла Шишкіна) став режисерським дебютом Олексія Ботвінова; він виступив також автором п'єси і сценографом. Проект викликав фурор в Москві і Санкт-Петербурзі, спектакль багато разів і успішно йшов на одеській сцені, а в грудні 2012 року в Цюріху з великим успіхом пройшла прем'єра німецькомовної версії спектаклю.
Олексій Ботвінов став автором ідеї проведення, артдиректором та головним організатором Міжнародного музичного фестивалю «Odessa Classics», який проходить щорічно на початку червня, починаючи з 2015 року, в м. Одесі. В 2018 році на честь свого першого педагогу з фортепіано заснував щорічний Всеукраїнський конкурс молодих піаністів імені Серафими Могилевської.
У лютому 2021 року, спільно з Даніелем Хоупом видав CD диск «SCHNITTKE Works for Violin and Piano» на лейблі Deutsche Grammophon.
У січні — лютому 2022 року, Олексій Ботвінов взяв участь у Міжнародному музичному фестивалі «MustonenFest», проведення якого було сплановано в м. Таллінні (Естонія). Фестиваль стартував 27 січня, концерт одесита було призначено на 2 лютого 2022 року.

## Педагоги
- Проф. Могилевська Серафима Леонідівна, (з 1975 до 1982);
- Проф. Кардашев Анатолій Олександрович, (з 1982 до 1985);
- Проф. Горностаєва Віра Василівна, (з 1987 до 1989).

## Визнання та нагороди
- 1983 — Лауреат 1 Всесоюзного конкурсу імені Рахманінова (Москва)
- 1988 — Лауреат 8 Міжнародного конкурсу імені Баха (Лейпціг)
- 1993 — Лауреат 1 Міжнародного конкурсу імені Клари Шуман (Дюссельдорф)
- 2001 — Заслужений артист України
- 2007 — Музикант року, рейтинг «Народне визнання», м. Одесса[30]
- 2009 — Грамота Кабінету Міністрів України за заслуги в галузі культури України.
- 2011 — Почесна Грамота Одеської Міської Ради за багаторічну плідну творчу роботу, високе професійне мастерство.
- 2011 — Орден святителя Дмітрія (Туптала), мітрополита Ростовського
- 2013 — Орден святого рівноапостольного князя Володимира II степеню[31]
- 2014 — Відзнака Одеської обласної ради[32]
- 2014 — Відзнака Одеського міського голови «За заслуги перед містом»[33]
- 2015 — Народний артист України[34]
- 2019 — Знак пошани Одеського міського голови[35]
- 2020 — Кавалер Ордену Зірки Італії[it][36]
- 2020 — Швейцарська нагорода Вільгельма Телля[37]
- 2020 — Гордість Одеси, рейтинг «Народне визнання. Одесит року»[38]

## Сімейний стан
Дружина — Єлена (1977)

Син — Михайло (2013).

## Цікаве
- Олексій Ботвінов в дитинстві мріяв стати футболістом, але у 9 років твердо вирішив бути музикантом.
- Улюблений інструмент піаніста — чорний рояль німецької фірми Хоффман, виготовлений перед Другою світовою війною; належить музикантові з 15 років; знаходиться в м. Одесі.
- Улюблені літературні твори: «Письмовник» Шишкіна «Степовий вовк» Гессе, «Майстер і Маргарита» Булгакова, «Чапаєв і порожнеча» Пелевіна. Улюблений літературний жанр — фантастика.
- У харчуванні віддає перевагу італійській, французькій та японській кухні[40].

## Дискографія
- Johann Sebastian Bach — Goldberg-Variationen — alphadisc 970420
- Johannes Brahms — Händel-Variationen
- Frédéric Chopin — Sieben Nocturnes — alphadisc 970908
- Bach — Mozart — Beretta — live mit den Musici de Praga
- Bach — Klavierkonzert d-moll BWV 1052, Mozart — Klavierkonzert d-moll KV 466 — Beretta — Bach and I / Mozart in the Sky alphadisc 980117
- Botvinov plays Rachmaninov — nurkultur 0203AB
- SCHNITTKE Works for Violin and Piano. Daniel Hope, Alexey Botvinov — Deutsche Grammophon (DG) 00028948392346